# Пузыркин, Яков Афанасьевич
Яков Афанасьевия Пузыркин (27 апреля [10] мая 1915, Дмитриевка, Никольск-Уссурийский уезд, Приморская область, Российская империя — 13 января 2002, Воронеж, Российская Федерация) — советский военный деятель. Участник Великой Отечественной войны. Герой Советского Союза (1945). Гвардии полковник.

## Биография
Яков Афанасьевич Пузыркин родился 27 апреля (10 мая) 1915 года в селе Дмитриевка Никольск-Уссурийского уезда Приморской области Российской империи (ныне село Черниговского района Приморского края Российской Федерации) в семье крестьянина Афанасия Семёновича Пузыркина. Русский. Вскоре после Гражданской войны глава семьи Пузыркиных, ставший военным, был переведён по службе в Новониколаевск. Здесь Яков Афанасьевич окончил среднюю школу. Затем уехал в Ростов-на-Дону, где окончил Ростовский строительный техникум. До призыва на военную службу работал электромонтёром в Таганроге. В 1939—1940 годах Пузыркин проходил срочную службу в рядах Красной армии. Демобилизовавшись в звании старшины, он уехал в Азербайджанскую ССР на строительство линии связи, где его и застало известие о начале Великой Отечественной войны.
Вновь в Красную армию Пузыркин был призван Девиченским районным военкоматом города Баку в июне 1941 года. В боях с немецко-фашистскими захватчиками старшина Пузыркин с октября 1941 года. Войну начал танкистом в 51-й отдельной армии, однако после потери материальной части воевать пришлось в пешем строю. Участвовал в обороне Крыма, затем до мая 1942 года сражался на Керченском полуострове в составе Крымского фронта. После эвакуации советских войск из Крыма опытного бойца, кандидата в члены ВКП(б) Пузыркина направили заместителем политрука в 216-ю стрелковую дивизию 56-й армии Северо-Кавказского фронта (с 1 сентября 1942 года — Черноморская группа войск Закавказского фронта). Пузыркин быстро наладил партийно-политическую работу во вверенной роте 647-го стрелкового полка. В ходе Армавирско-Майкопской и Новороссийской операций подразделение продемонстрировало высокий боевой дух и стойкость. Прорваться в Закавказье немецко-фашистским войскам не удалось. За успехи в партийно-воспитательной работе Пузыркину было присвоено звание младшего политрука.
В октябре 1942 года Пузыркин был ранен. После возвращения в строй ему в связи с упразднением института военных комиссаров присвоили звание лейтенанта и направили заместителем командира 7-й стрелковой роты по политической части 3-го стрелкового батальона 647-го стрелкового полка 216-й стрелковой дивизии. В ходе начавшегося в январе 1943 года крупномасштабного советского наступления на Северном Кавказе лейтенант Я. А. Пузыркин вновь был тяжело ранен и более двух месяцев лечился в госпитале. С апреля 1943 года Пузыркин участвовал в боях на немецкой линии обороны Готенкопф. Весной 1943 года атаками на различных участках Голубой линии советские войска пытались расшатать глубоко эшелонированную и сильно укреплённую полосу обороны противника на Таманском полуострове. 27-29 апреля 1943 года 647-й стрелковый полк вёл бой в районе хутора Алевра. Лейтенант Пузыркин дважды поднимал роту в атаку. Когда продвижение стрелкового отделения было остановлено огнём вражеского ДЗОТа, Пузыркин со своим ординарцем сумел подобраться к огневой точке и закидать её гранатами. Через несколько дней он был тяжело контужен и эвакуирован в медсанбат.
После излечения Пузыркин был направлен во 2-е Горьковское танковое училище. С 16 октября 1944 года лейтенант Пузыркин на 1-м Украинском фронте в должности командира танкового взвода 2-го танкового батальона 53-й гвардейской танковой бригады 6-го гвардейского танкового корпуса 3-й гвардейской танковой армии. Особо отличился в Сандомирско-Силезской операции, составной части Висло-Одерской стратегической операции.
12 января 1945 года войска 1-го Украинского фронта перешли в наступление с Сандомирского плацдарма. Части 6-го гвардейского танкового корпуса, прорвав глубоко эшелонированную и сильно укреплённую оборону противника, 15 января 1945 года вышли на рубеж реки Пилицы в районе населённого пункта Малюшин (Maluszyn). Противник вёл с левого берега реки яростный артиллерийский огонь. Гвардии лейтенант Я. А. Пузыркин быстро нашёл брод и первым форсировал Пилицу. Ворвавшись на немецкие позиции, экипаж Пузыркина огнём орудия, пулемётов и гусеницами уничтожил 5 артиллерийских орудий и до 30 военнослужащих вермахта, чем дал возможность своему батальону переправиться на левый берег реки. В бою за плацдарм Пузыркин подбил два немецких танка, уничтожил одно артиллерийское орудие, 12 автомашин и до 30 вражеских солдат и офицеров. На захваченный 3-м танковым батальоном плацдарм вскоре переправились основные силы 53-й гвардейской танковой бригады.
В ходе дальнейшего наступления взвод танков Т-34-85 под командованием гвардии лейтенанта Пузыркина действовал в разведке, вскрывая на пути следования бригады засады противника и сметая его заслоны. 20 января 1945 года Яков Афанасьевич первым в бригаде пересёк польско-германскую границу, уничтожив при этом 2 немецких танка и 2 самоходные артиллерийские установки. В результате попадания вражеского снаряда на танке Пузыркина было разбито орудие, но танкисты, ворвавшись на позиции артиллерийской батареи неприятеля, гусеницами раздавили три противотанковых пушки. Когда немцам всё же удалось повредить ходовую часть машины, экипаж Пузыркина до подхода основных сил бригады продолжал сражаться в неподвижном танке, отбиваясь от наседавшего противника огнём из пулемётов и гранатами. За образцовое выполнение боевых заданий командования на фронте борьбы с немецкими захватчиками и проявленные при этом отвагу и геройство указом Президиума Верховного Совета СССР от 10 апреля 1945 года гвардии лейтенанту Пузыркину Якову Афанасьевичу Пузыркину было присвоено звание Героя Советского Союза.
23 января 1945 года передовые части 3-й танковой армии вышли к Одеру в районе Оппельна, и форсировав его, захватили небольшие плацдармы на левом берегу реки. После подхода стрелковых подразделений танкисты П. С. Рыбалко стремительным ударом вышли в тыл силезской группировки противника. В боях в Силезии 24 февраля 1945 года в самом конце Нижнесилезской операции танк гвардии лейтенанта Пузыркина был подбит. Он с тяжёлым ранением был эвакуирован в госпиталь, но врачи быстро поставили его на ноги, и к началу Берлинской операции он был уже в строю. После возвращения в часть Пузыркин получил звание гвардии старшего лейтенанта и принял под командование танковую роту 53-й гвардейской танковой бригады. В ходе Берлинской операции Яков Афанасьевич со своей ротой штурмовал Цоссен, Дидерсдорф, Тельтов и столицу Германской империи город Берлин. После падения Берлина гвардии старший лейтенант Я. А. Пузыркин участвовал в Пражской операции, в составе своего подразделения освобождал столицу Чехословакии город Прагу. Боевой путь Яков Пузыркин завершил 11 мая 1945 года недалеко от чешского городка Мельник.
После войны Пузыркин продолжил службу в вооружённых силах СССР. В 1949 году он окончил курсы усовершенствования офицерского состава. Служил на командных должностях в строевых танковых частях Советской армии. С 1970 года гвардии полковник Пузыркин в запасе. После увольнения из армии он более десяти лет жил в Череповце. Работал в строительных организациях города. В начале 1980-х годов он с семьёй переехал в Воронеж. Жил в доме № 35 по улице Минской.
13 января 2002 года Яков Афанасьевич Пузыркин скончался. Похоронен на Коминтерновском кладбище города Воронежа.

## Награды
- Медаль «Золотая Звезда» (10.04.1945);
- орден Ленина (10.04.1945);
- орден Отечественной войны 1-й степени (11.03.1985);
- орден Отечественной войны 2-й степени (30.01.1945);
- орден Красной Звезды;
- медали, в том числе:
  - медаль «За отвагу» (09.06.1943);
  - медаль «За оборону Кавказа».

## Память
- Мемориальные доски в честь Героя Советского Союза Я. А. Пузыркина установлены в Воронеже по адресу: улица Минская, 35 и в селе Дмитриевка на фасаде МКОУ Средняя общеобразовательная школа № 10.

## Документы
- Общедоступный электронный банк документов «Подвиг Народа в Великой Отечественной войне 1941—1945 гг.» Дата обращения: 9 июля 2013. Архивировано из оригинала 13 марта 2012 года.

Представление к званию Героя Советского Союза. Дата обращения: 9 июля 2013. Архивировано 11 июля 2013 года.
Указ Президиума Верховного Совета СССР о присвоении звания Героя Советского Союза. Дата обращения: 9 июля 2013. Архивировано 11 июля 2013 года.
Орден Отечественной войны 1-й степени (информация из карточки награждённого к 40-летию Победы). Дата обращения: 9 июля 2013. Архивировано 11 июля 2013 года.
Орден Отечественной войны 2-й степени (наградной лист и приказ о награждении). Дата обращения: 9 июля 2013. Архивировано 11 июля 2013 года.
Медаль «За отвагу» (наградной лист и приказ о награждении). Дата обращения: 9 июля 2013. Архивировано 11 июля 2013 года.
- Обобщённый банк данных «Мемориал». Дата обращения: 9 июля 2013. Архивировано из оригинала 10 мая 2012 года.

ЦАМО, ф. 33, оп. 11458, д. 746.